# Al-A'raf
Al-Araf (en árabe: ٱلأعراف‎, al-ʾAʿrāf, traducido como 'Los Lugares Elevados') es la séptima azora o capítulo del Corán, el libro sagrado musulmán. Al-Araf se compone de 206 aleyas o versos. Se considera una sura mecana, puesto que Dios se la reveló a Mahoma durante su estancia en La Meca (asbāb al-nuzūl).
Este capítulo toma su nombre de los versículos 46–47, en los que aparece la palabra A'araf.
Según Abul A'la Maududi, esta azora fue revelada aproximadamente al mismo tiempo que su previa, al-An'am, es decir, el último año de la residencia del profeta islámico Mahoma en La Meca: la forma de su admonición indica claramente que pertenece al mismo período y ambos tienen el mismo trasfondo histórico; sin embargo, no se puede declarar con certeza cuál de estos dos fue revelado antes que el otro. Por ello, uno se debe tener en cuenta consecuentemente al otro.

## Resumen

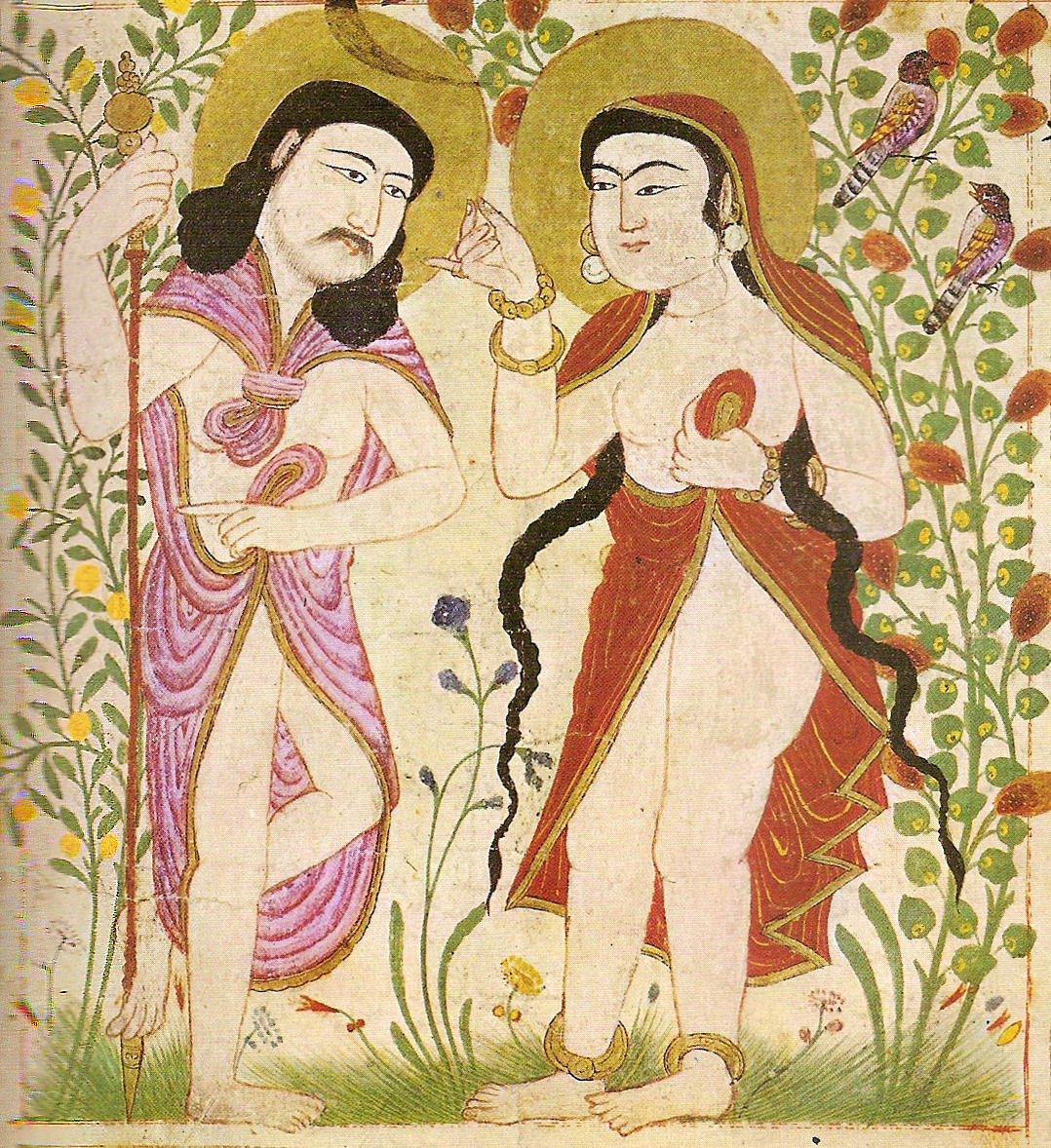
Los animales útiles, pintura de Manafi al-Hayawan que representa a Adán y Eva. De Maraghe, Irán (1294-1299)

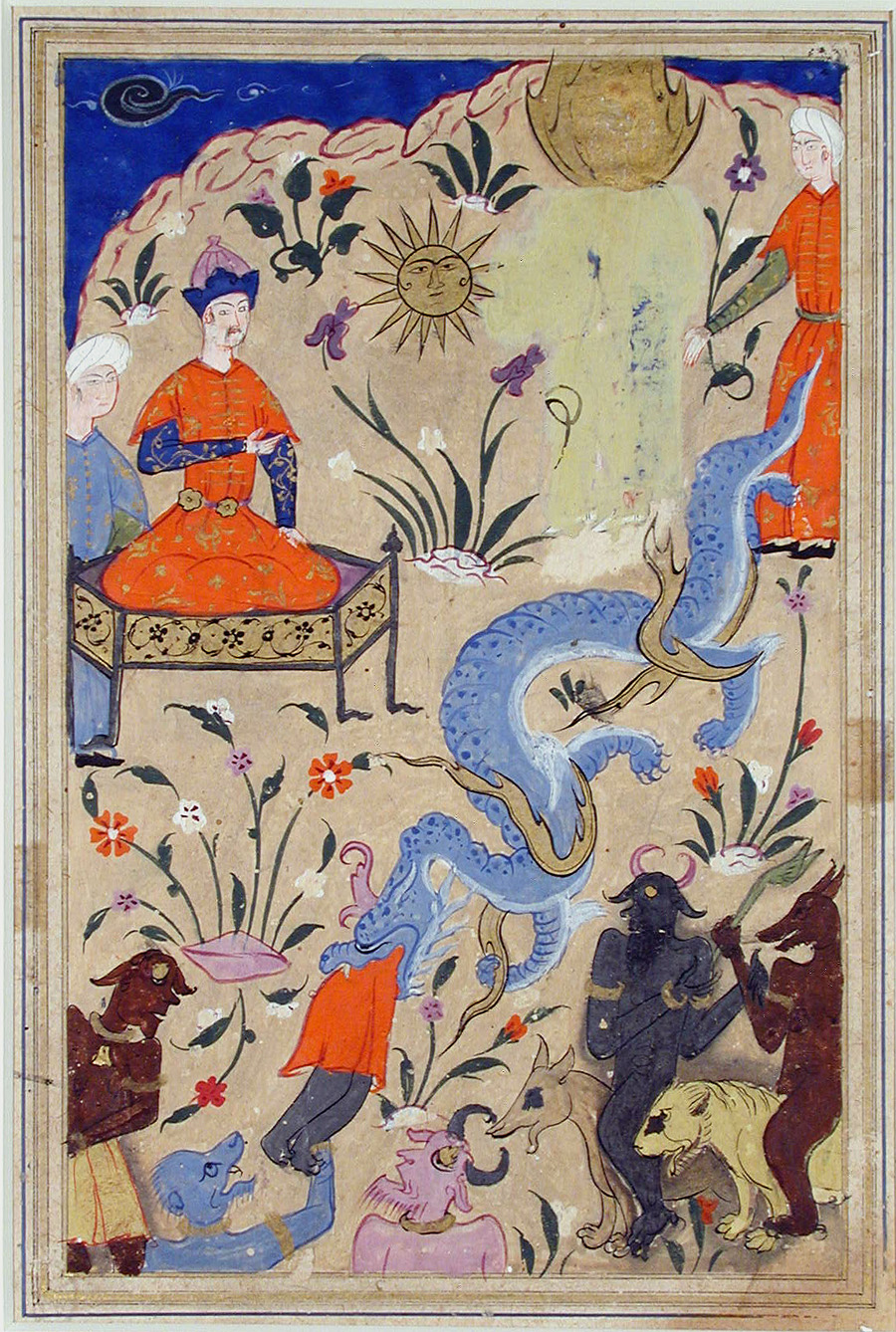
Faraón ve a una serpiente devorar a un demonio en presencia de Musa; de un manuscrito de Qisas al-Anbiya, c. 1540.

- 1-2 Alá le dice a Mahoma que no dude del Corán
- 3 El pueblo es exhortado a creer en él
- 4-5 Ciudades destruidas por su incredulidad
- 6-9 Profetas y sus oyentes en el día del juicio
- 10 La ingratitud de los infieles
- 11 La creación de Adán
- 11-12 Satanás se niega a obedecer a Alá inclinándose ante Adán 13 Es expulsado del Paraíso 14-15 Se demora la condena hasta la resurrección 16-17 Confiesa su propósito de engañar al hombre 18 Dios amenaza a Satanás y sus víctimas
- 19-24 Caída de Adán y Eva 25-26 Expulsión del Paraíso
- 27-29 Costumbres indecentes son condenadas 30-31 Buscar a Dios en la oración 32-34 El buen creyente viste decentemente
- 35 Cada nación tiene fijado un término de vida
- 36-42 Condena a los que rechazan a los apóstoles de Dios
- 43-45 La bendita recompensa de los buenos creyentes
- 45-46 La maldición de Dios sobre los infieles
- 47-50 El velo de A'raf (purgatorio) y los que viven en él
- 51-52 Los que rechazan a los apóstoles de Dios serán olvidados
- 53-54 Advertencia sobre el rechazo a Mahoma
- 55-59 Se debe servir al Creador y Señor de los mundos
- 60-65 La historia de Noé. Noé rechazado por su propio pueblo. Su destino.
- 66-73 La historia de Hud. Hud rechazado por los aditas. Su destino.
- 74-80 La historia de Salé. Salé rechazado por los zamudíes. Extinción de Zamud.
- 81-85 La historia de Lot. Lot rechazado por los sodomitas. Destrucción de Sodoma.
- 86-94 La historia de Shuaib. Shuaib rechazado por los madianitas, y su destino. Dios habla de otras naciones en el pasado
- 95-96 Los incrédulos de La Meca no se ven afectados ni por la adversidad ni por la prosperidad
- 97-101 El terrible destino de aquellas ciudades que rechazaron a los apóstoles de Dios y los acusaron de impostura 102-103 Son denegados
- 104-105 La historia de Moisés. Moisés es enviado al faraón y sus príncipes
- 106-108 Milagro de la serpiente y de la mano leprosa
- 109-115 Llamado de los magos de Egipto
- 116-120 Milagros de Moisés y los magos
- 121-123 Varios magos convertidos a Moisés
- 124-127 La ira del faraón contra ellos
- 128 El faraón y sus príncipes persiguen al pueblo de Moisés
- 129-130 Moisés exhorta a su pueblo a confiar en Dios
- 131-132 Tanto la adversidad como la prosperidad son inútiles para llevar al faraón al arrepentimiento.
- 133-134 Plagas contra los incrédulos egipcios
- 135 La hipocresía de los egipcios
- 136 Son destruidos en el Mar Rojo
- 137 El pueblo de Moisés triunfó y poseyó la tierra oriental y occidental
- 138-141 Los hijos de Israel se vuelven idólatras
- 142 Moisés nombra a Aarón su delegado y ayuna cuarenta días
- 143 Desea ver la gloria de Dios, pero se lamenta de su impetuosidad
- 144-145 Dios le da a Moisés la ley en dos tablas
- 146-147 Los infieles son amenazados por llamar impostores a los profetas
- 148 El pueblo de Moisés adora el becerro de oro
- 149 Se arrepienten de su pecado
- 150 Moisés, indignado, ataca a Aarón
- 151 Ora pidiendo perdón para él y para Aarón
- 152 Pide venganza contra los idólatras
- 153 Dios es misericordioso con los buenos creyentes
- 154 La ira de Moisés se apacigua
- 155 Elige a setenta ancianos
- 155-156 Moisés ora por la liberación de la destrucción por el rayo
- 156-159 El profeta analfabeto anunciado por Moisés
- 160 Algunos judíos correctamente dirigieron
- 161 Los israelitas se dividieron en doce tribus
- 161 Se aniquila la roca y se da el maná y codornices
- 162-163 La orden de entrar en la ciudad diciendo hittatun (حطة), y el destino de los desobedientes
- 164-167 Los que quebrantan el sábado se transforman en monos
- 168-169 Dispersión de los judíos entre las naciones
- 170-171 Algunos de sus sucesores permanecen fieles a la ley de Moisés
- 172 Dios hace temblar el monte Sinaí sobre los israelitas
- 173-175 El pacto de Dios con los hijos de Adán (la humanidad)
- 176-179 La maldición de Balaam, una advertencia a los infieles
- 180 Muchos genios y hombres creados para el infierno
- 181-182 Los nombres de Dios no deben ser disfrazados
- 183-184 El método de Dios para conducir a los infieles a la destrucción
- 185 Mahoma no está poseído por un demonio
- 186 No hay esperanza para el réprobo
- 187 La llegada impredecible de la última hora
- 188 Mahoma no es un vidente, sino un predicador
- 189-190 el pecado de la idolatría
- 191-198 la locura de la idolatría
- 199 Mahoma exhorta a usar la moderación
- 200-201 Él debe repeler a Satanás usando el nombre de Dios
- 202 La gente de La Meca es incorregible
- 203 Acusan a Mahoma de impostura
- 204 ۩ 206 El Corán se escuchará en silencio y en santa meditación[5]